# حاشا که من به موسم گل ترک می کنم
غزلی با مطلع «حاشا که من به‌موسم گل ترک می کنم»، غزل شمارهٔ ۳۵۱ از دیوانِ حافظ در تصحیحِ محمد قزوینی و قاسم غنی است.

## در اجراها
عبدالوهاب شهیدی در برنامهٔ شمارهٔ ۸۴ از مجموعهٔ گل‌های تازه در دستگاهِ شور، نادر گلچین در برنامهٔ شمارهٔ ۱۴۳ از همان مجموعه در دستگاهِ سه‌گاه، و محمود محمودی خوانساری در برنامهٔ شمارهٔ ۲۸۲ از مجموعهٔ برگ سبز در دستگاهِ شور این غزل را اجرا کرده‌اند.